# Чжэн Лу (фигуристка)
Чжэн Лу (кит. упр. 郑璐, пиньинь Zhèng Lù; род. 25 июля 1999, Харбин, КНР) — китайская фигуристка, выступающая в одиночном катании. Участница чемпионата четырёх континентов (2016) и турнира серии Гран-при Cup of China (2015).

## Карьера
Чжэн Лу родилась 25 июля 1999 года в Харбине, провинция Хэйлунцзян. Начала заниматься фигурным катанием в возрасте четырёх лет.
В сезоне 2015/2016 дебютировала на международном уровне. Первым состязанием стал Гран-при Китая. По правилам Международного союза конькобежцев, страна, принимающая этап серии Гран-при, имеет право выставить дополнительных спортсменов в каждой дисциплине. Так, Федерация фигурного катания Китая включила Чжэн Лу в заявку женского одиночного турнира. В короткой программе выполнила вращения на четвёртый (максимальный) уровень и опередила Чжао Цзыцюань на 1,25 балла по технической оценке, в произвольном прокате — американку Ханну Миллер на полтора балла. Несмотря на это, в обоих сегментах заняла последнее, двенадцатое место из-за невысоких оценок за компоненты.
После чего, отправилась на Тайвань, где на льду Тайбэй Арены приняла участие в чемпионате четырёх континентов. 18 февраля 2016 года выступила с короткой программой, которая поставлена под саундтрек к фильму «Амели». Стартовый каскад тройной риттбергер – двойной тулуп был немного «отминусован» судьями, все последующие элементы были выполнены чисто. По итогам первого дня соревнований Чжэн Лу расположилась на восемнадцатом месте (всего соревновалось двадцать две участницы). Во время проката произвольной программы Чжэн допустила два падения и опустилась на одну строчку в итоговой таблице чемпионата.
Несмотря на то, что прошлый сезон Чжэн Лу провела соревнуясь среди взрослых, в сезоне 2016—2017 годов стартовала на юниорском уровне, поскольку удовлетворяла возрастным требованиям для данных состязаний. Она получила возможность выступить на двух этапах Гран-при среди юниоров. В конце сентября 2016 года заняла двадцать первое место на турнире серии, который проходил в Эстонии. Через неделю выступила в Германии, показав двадцать четвёртый результат, при этом выполнила все вращения в короткой и произвольной программах на четвёртый уровень сложности.
Многократно участвовала в национальных первенствах, на чемпионате Китая 2020 замкнула десятку сильнейших фигуристок страны.

## Результаты
| Соревнования                  | 13/14         | 14/15         | 15/16         | 16/17         | 17/18         | 18/19         | 19/20         | 20/21         |
| Международные                 | Международные | Международные | Международные | Международные | Международные | Международные | Международные | Международные |
| ----------------------------- | ------------- | ------------- | ------------- | ------------- | ------------- | ------------- | ------------- | ------------- |
| Чемпионат четырёх континентов |               |               | 19            |               |               |               |               |               |
| Гран-при. Cup of China        |               |               | 12            |               |               |               |               | 5             |
| Международные среди юниоров   |               |               |               |               |               |               |               |               |
| Гран-при. Германия            |               |               |               | 24            |               |               |               |               |
| Гран-при. Эстония             |               |               |               | 21            |               |               |               |               |
| Национальные                  |               |               |               |               |               |               |               |               |
| Чемпионат Китая               | 9             |               | 7             | 6             | 6             | 13            | 10            |               |